# Yvonne Feri
Yvonne Feri, née le 21 mars 1966 à Baden (originaire de Hedingen, binationale italo-suisse), est une personnalité politique suisse, membre du parti socialiste et députée du canton d'Argovie au Conseil national de 2011 à 2023.

## Biographie
Yvonne Feri naît le 21 mars 1966 à Baden, dans le canton d'Argovie. Elle est originaire de Hedingen, dans le canton de Zurich et possède également la nationalité italienne,.
Elle a une formation d'employée de commerce.
Elle est mère de deux enfants.

## Parcours politique
Yvonne Feri est membre du Grand Conseil du canton d'Argovie de 1998 à 2008 et conseillère communale à Wettingen de 2001 à 2005. De 2006 à 2016, elle siège au conseil municipal et y est responsable des affaires sociales et de la famille.  
Elle a occupé plusieurs fonctions au sein du Parti socialiste suisse (présidente de section et de district et d'autres).
Le 23 octobre 2011, elle obtient 28 255 voix lors des élections fédérales suisses, réalisant ainsi le 4e meilleur score de son parti, qui obtient 3 sièges dans le canton. À la suite de l'élection de Pascale Bruderer au Conseil des États, Yvonne Feri est repêchée et élue au Conseil national. 
Yvonne Feri est depuis août 2012 présidente des femmes du parti socialiste. Elle siège également au Conseil de fondation de SWISSAID depuis 2014.
Elle ne se représente pas pour un quatrième mandat aux élections fédérales de 2023.
Elle est ensuite choisie comme président du syndicat Syna en octobre 2023.

### Positionnement politique
En 2016, elle est le quatrième parlementaire le plus à gauche du Conseil national selon un baromètre commandé à Smartvote.